# Saint-Sulpice-de-Cognac
Saint-Sulpice-de-Cognac és un municipi francès situat al departament del Charente i a la regió de la Nova Aquitània. L'any 2007 tenia 1.252 habitants.

## Demografia

### Població
El 2007 la població de fet de Saint-Sulpice-de-Cognac era de 1.252 persones. Hi havia 484 famílies de les quals 106 eren unipersonals (45 homes vivint sols i 61 dones vivint soles), 191 parelles sense fills, 167 parelles amb fills i 20 famílies monoparentals amb fills.
La població ha evolucionat segons el següent gràfic:
Habitants censats

### Habitatges
El 2007 hi havia 595 habitatges, 500 eren l'habitatge principal de la família, 16 eren segones residències i 79 estaven desocupats. 587 eren cases i 3 eren apartaments. Dels 500 habitatges principals, 413 estaven ocupats pels seus propietaris, 64 estaven llogats i ocupats pels llogaters i 23 estaven cedits a títol gratuït; 3 tenien una cambra, 21 en tenien dues, 64 en tenien tres, 116 en tenien quatre i 296 en tenien cinc o més. 352 habitatges disposaven pel capbaix d'una plaça de pàrquing. A 203 habitatges hi havia un automòbil i a 264 n'hi havia dos o més.

### Piràmide de població
La piràmide de població per edats i sexe el 2009 era:
| Homes | Edats   | Dones |
| ----- | ------- | ----- |
| 0     | 95 o +  | 4     |
| 4     | 90 a 94 | 12    |
| 0     | 85 a 89 | 8     |
| 20    | 80 a 84 | 16    |
| 20    | 75 a 79 | 16    |
| 24    | 70 a 74 | 20    |
| 48    | 65 a 69 | 32    |
| 20    | 60 a 64 | 36    |
| 32    | 55 a 59 | 40    |
| 28    | 50 a 54 | 32    |
| 44    | 45 a 49 | 56    |
| 72    | 40 a 44 | 48    |
| 44    | 35 a 39 | 60    |
| 40    | 30 a 34 | 24    |
| 36    | 25 a 29 | 32    |
| 32    | 20 a 24 | 24    |
| 52    | 15 a 19 | 64    |
| 40    | 10 a 14 | 28    |
| 36    | 5 a 9   | 36    |
| 16    | 0 a 4   | 28    |

## Economia
El 2007 la població en edat de treballar era de 803 persones, 572 eren actives i 231 eren inactives. De les 572 persones actives 518 estaven ocupades (288 homes i 230 dones) i 55 estaven aturades (23 homes i 32 dones). De les 231 persones inactives 74 estaven jubilades, 55 estaven estudiant i 102 estaven classificades com a «altres inactius».

### Ingressos
El 2009 a Saint-Sulpice-de-Cognac hi havia 497 unitats fiscals que integraven 1.207 persones, la mediana anual d'ingressos fiscals per persona era de 16.781 €.

### Activitats econòmiques
Dels 27 establiments que hi havia el 2007, 2 eren d'empreses alimentàries, 6 d'empreses de fabricació d'altres productes industrials, 5 d'empreses de construcció, 6 d'empreses de comerç i reparació d'automòbils, 4 d'empreses de transport, 1 d'una empresa immobiliària, 2 d'empreses de serveis i 1 d'una empresa classificada com a «altres activitats de serveis».
Dels 6 establiments de servei als particulars que hi havia el 2009, 1 era un taller de reparació d'automòbils i de material agrícola, 1 paleta, 3 electricistes i 1 perruqueria.
Dels 2 establiments comercials que hi havia el 2009, 1 era una fleca i 1 una botiga de mobles.
L'any 2000 a Saint-Sulpice-de-Cognac hi havia 48 explotacions agrícoles que ocupaven un total de 986 hectàrees.

## Equipaments sanitaris i escolars
El 2009 hi havia una escola elemental.

## Poblacions més properes
El següent diagrama mostra les poblacions més properes.